# اوگونی، کوماموتو
اوگونی، کوماموتو (به لاتین: Oguni, Kumamoto) یک منطقهٔ مسکونی در ژاپن است که در استان کوماموتو واقع شده‌است. اوگونی  ۸٬۷۳۵ نفر جمعیت دارد.